# Хадзис, Василиос
Василиос Хадзис (греч. Βασίλειος Χατζής, Кастория 1870 — Афины 1915) — художник-маринист, представитель Мюнхенской школы греческой живописи.

## Биография

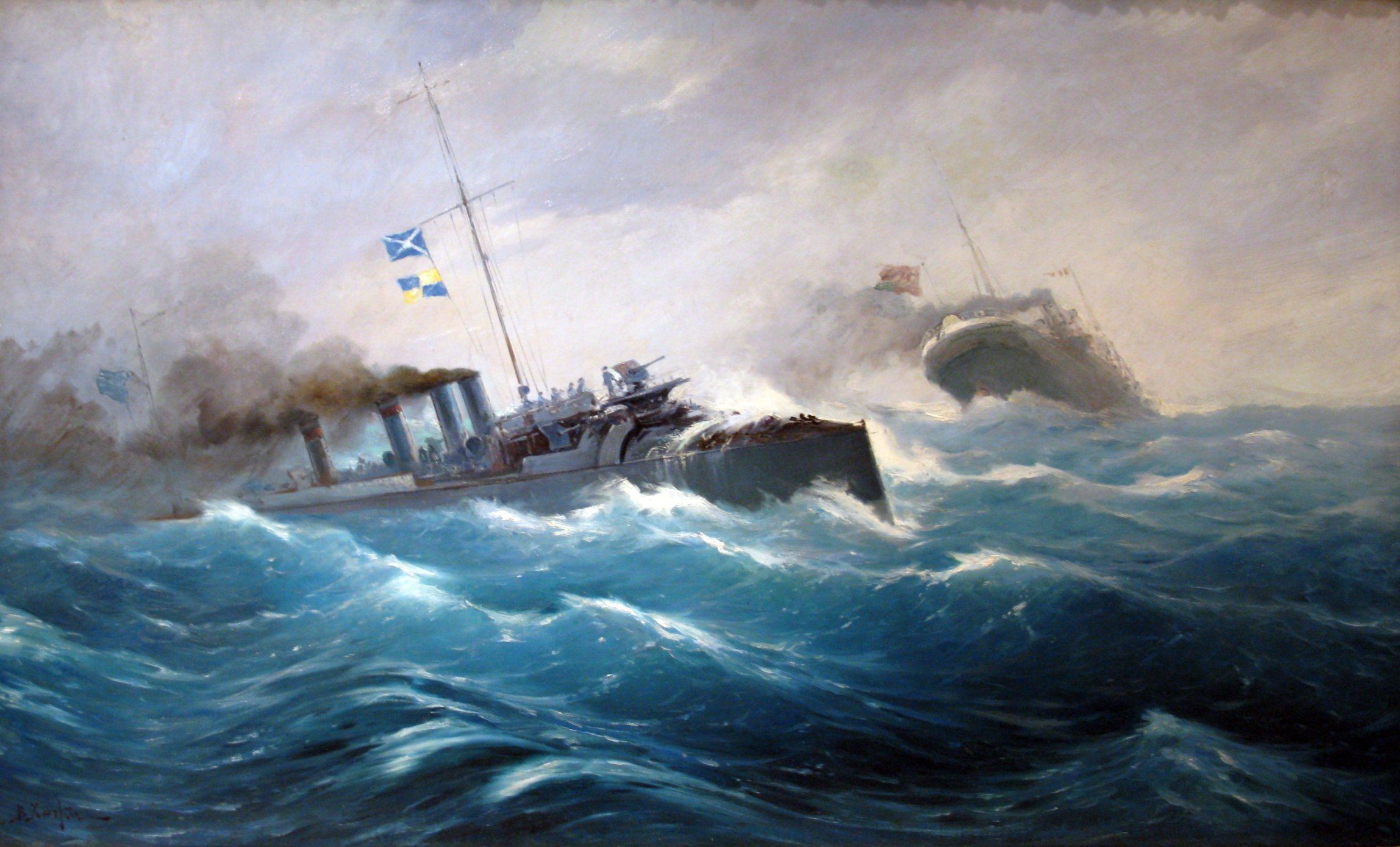
«Досмотр судна»

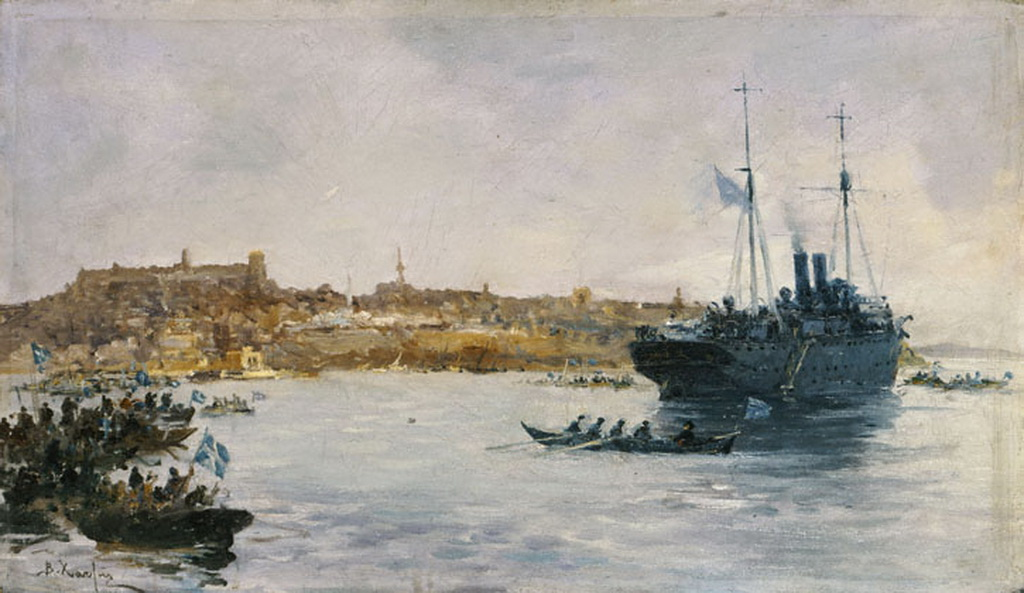
Десант греческого флота в Кавале, 1913. (Вторая Балканская война).

Василиос Хадзис родился в 1870 году в городе Кастория, провинция Македония, находившемся тогда под османским контролем. Семья его переселилась в свободную Грецию, в город Патры, где Хадзис полюбил море и детально изучил конструкцию кораблей.
Хадзис окончил Афинскую школу изящных искусств и стал преподавателем живописи. Море стало основной тематикой его работ. Хадзис был учеником Литраса и Воланакиса. Вместе с Воланакисом и художником Алтамурасом Хадзис считается одним из самых видных художников-маринистов Греции конца XIX — начала XX веков. Хотя Хадзис не учился в Мюнхене, искусствоведы и критики причисляют его, в силу художественной манеры, к так называемой Мюнхенской школе греческой живописи.
В Греции широко известны его картины на военно-морскую тематику, написанные по заказу греческого правительства в годы Балканских войн 1912—1913 годов. Самые известные из них: «Сражение при Элли», «Сражение при Лемносе» (1913), «Патрулирование эсминцев», «„Авероф“, принимающий уголь», «Тело короля Георгия I на борту „Амфитрити“».
Перед смертью Хадзис начал картину «Последний морской бой Византии», которая осталась незавершенной. Умер Хадзис в Афинах в 1915 году.

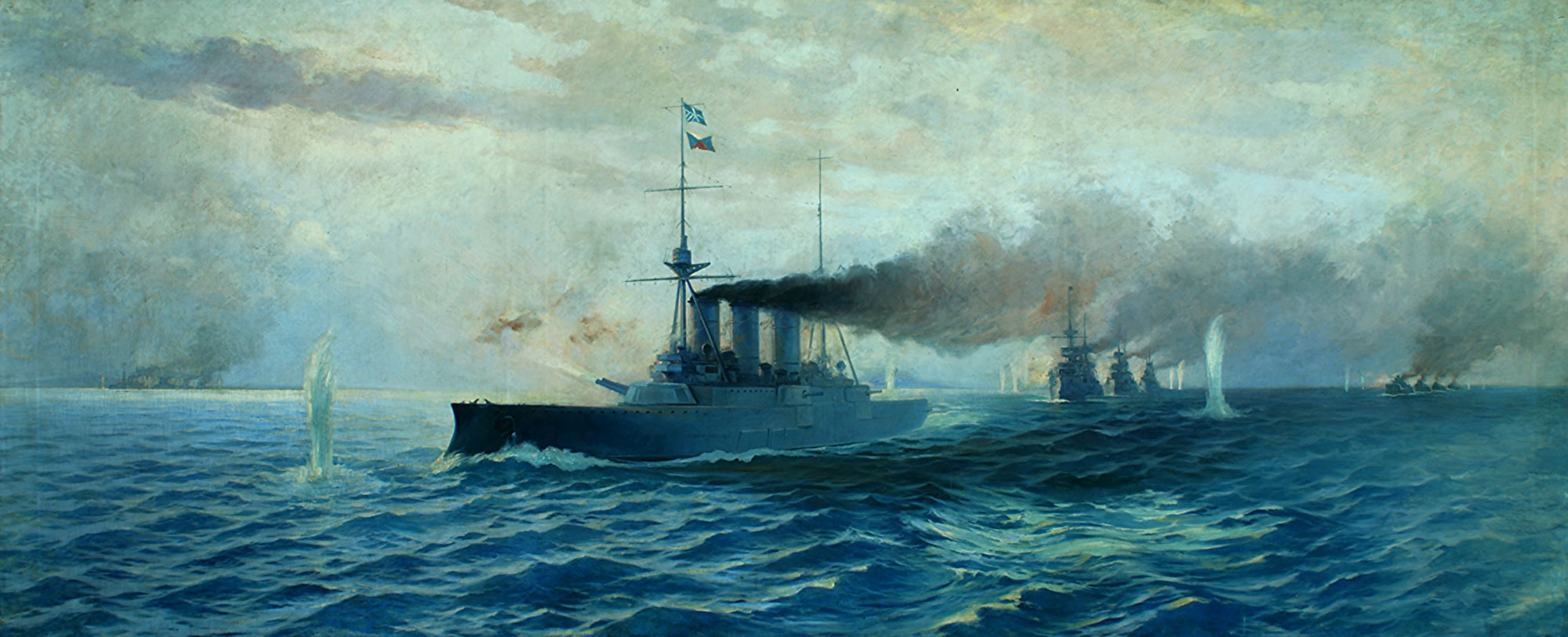
«Сражение при Элли»

## Наследие

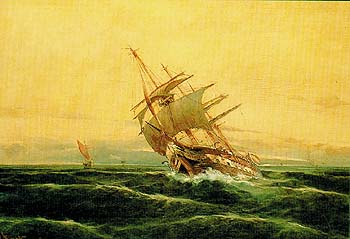
Лодка в бурных водах

50 работ Хадзиса выставлены в Афинской Национальной галерее.
Примерно 260 существующих работ Хадзиса находятся в галерее муниципалитета города Лариса, в Морском музее Греции, в галерее Георгиос Авероф, в Мецово, в коллекциях Банка Греции и Национального Банка Греции, а также в частных коллекциях Эвтаксиас, Перес, Краниотис.